# Cryptocephalus exiguus
Cryptocephalus exiguus là một loài bọ cánh cứng trong họ Chrysomelidae. Loài này được Schneider miêu tả khoa học năm 1792.